# Acide vulpinique
L'acide vulpinique, parfois aussi appelé acide létharique, est un composé organique de formule C19H14O5, comportant divers groupes fonctionnels (lactone , ester , énol). C'est l'ester de méthyle de l'acide pulvinique, et il fait donc partie des dérivés de ce dernier, les acides pulviniques, une famille de pigments organiques jaunes présents dans de nombreuses espèces de champignons et de lichens. C'est un poison violent, isolé pour la première fois d'un lichen, Letharia vulpina, dont on pense que l'espèce se sert pour se protéger des gastéropodes. Toxique pour tous les vertébrés, il a été utilisé notamment en Scandinavie comme poison contre les loups et les renards.

## Histoire
L'acide vulpinique a été découvert en 1831 dans le cadre de l'étude de lichens par le pharmacien et chimiste français Pierre-Antoine Bebert, mais il ne fut étudié et examiné en détail qu'en 1860 par les chimistes allemands Franz Möller et Adolph Strecker. L'acide vulpinique et l'acide pulvinique sont synthétisés pour la première fois par Jacob Volhard en 1894.

## Occurrence naturelle

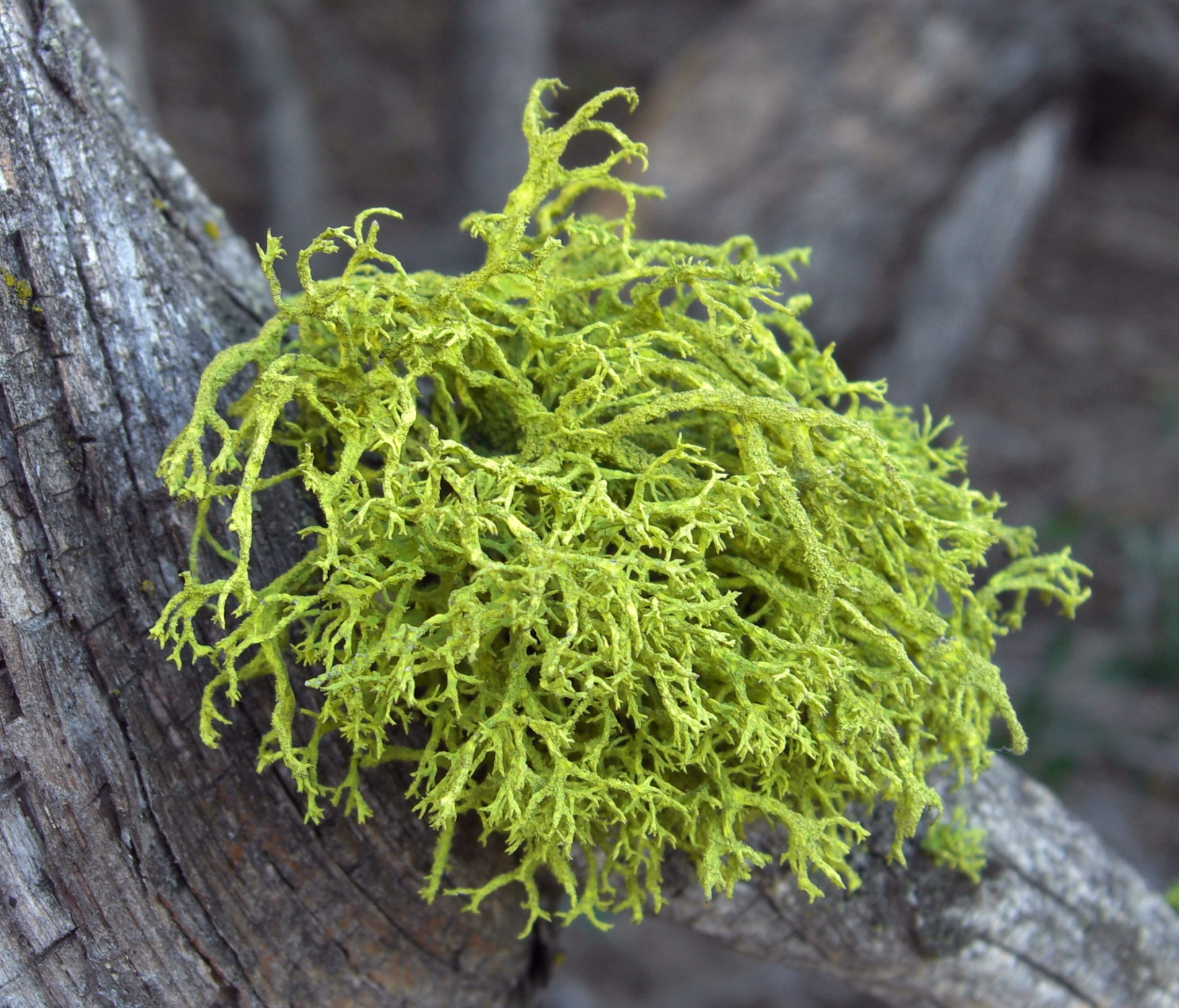
Letharia vulpina

L'acide vulpinique a été isolé depuis des lichens ; c'est un métabolite secondaire produit par la partie fongique. Il a été suggéré que l'acide vulpinique sert de répulsif naturel contre les herbivores. Les humains ont exploité cette toxicité par l’utilisation de lichens riches en ce composé (notamment Letharia vulpina) comme poison contre les loups et les renards,. 
En dehors de lichens, l'acide vulpinique est présent dans de nombreuses espèces de champignons, notamment les Boletaceae, par exemple Pulveroboletus ravenelii,.

## Propriétés
Isolé, l'acide vulpinique se présente sous la forme de cristaux jaunes,. L'acide vulpinique n'est pas un acide carboxylique (son groupe carboxyle est méthylé), mais, tout comme l'acide ascorbique, il possède un groupe énol qui possède un caractère acide (cas particulier de tautomérie appelé « vinylogie »).
En solution basique, l'acide vulpinique prend une forme alcoolate qui peut former des sels avec l'ammonium, les métaux alcalins et alcalino-terreux, solubles dans l'eau (à l'exception notable du sel de potassium). La saponification de  l'acide vulpinique produit l'acide pulvinique.
L'acide vulpinique, comme l'acide abscissique, est un inhibiteur de croissance naturel chez les plantes. Il a également démontré une nette activité anti-bactérienne in vitro, notamment vis-à-vis des bactéries à gram positif, perturbant par exemple la division cellulaire des SARM,.

## Synthèse
Il est produit biosynthétiquement par estérification de l'acide pulvinique, lui-même dérivant des acides aminés aromatiques phénylalanine et tyrosine via dimérisation et clivage oxydatif d'acides arylpyruviques, un processus qui produit aussi les pulvinones.
Plusieurs synthèses organiques de l'acide vulpinique ont été proposées. Dans l'une d'elles, les buténolides sont fonctionnalisés de façon efficace par couplage de Suzuki avec les triflates-énols correspondants.